# Sternidius rossi
Sternidius rossi är en skalbaggsart som först beskrevs av Linsley 1942.  Sternidius rossi ingår i släktet Sternidius och familjen långhorningar. Inga underarter finns listade i Catalogue of Life.